# Abdallah Sima
Abdallah Dipo Sima (17 juni 2001) is een Senegalees voetballer die bij voorkeur als aanvaller speelt. Hij tekende in 2020 voor Slavia Praag dat hem een jaar later weer verkocht aan Brighton & Hove Albion. Die club verhuurde hem vervolgens ieder seizoen, waaronder in 2024/25 aan Stade Brestois.

## Clubcarrière
Sima begon zijn carrière in Europa bij Thonon Évian en MAS Táborsko. Op 26 september 2020 debuteerde hij tegen 1. FC Slovácko. Op 21 november 2020 maakte Sima zijn eerste competitietreffer tegen SFC Opava.

## Interlandcarrière
Op 26 maart 2021 debuteerde Sima voor Senegal tegen Republiek Congo.